# Проспект Непокорённых
Проспект Непокорённых — проспект в Калининском районе Санкт-Петербурга. Проходит от площади Мужества (фактически продолжая на восток 2-й Муринский проспект) до Пискарёвского проспекта, переходя в Шафировский проспект и являясь частью Центральной дуговой магистрали. С 2015 года проспекты соединены Ново-Шафировским путепроводом.
Название присвоено в январе 1964 года к 20-й годовщине снятия блокады Ленинграда. Проспект включил в себя бывшую Большую Спасскую улицу (участок от площади Мужества до улицы Бутлерова) и Большую Пискарёвскую дорогу.
Значительная часть проспекта проходит через Пискарёвский парк.

## Достопримечательности

Памятник «Дети Войны». Скульптор В. Шплет.

Мемориальная доска на доме 6, где находился колодец, из которого черпали воду жители блокадного Ленинграда

- Пискарёвское мемориальное кладбище
- Мемориальная доска на доме 6 (1979, архитектор А. Я. Свирский, скульптор М. Л. Круппа), где находился колодец, из которого черпали воду жители блокадного Ленинграда.
- На углу проспекта Непокорённых и Гражданского проспекта располагалось Лютиково подворье Свято-Троицкого монастыря Калужской епархии (основано в 1897 году иеромонахом Амвросием по благословению Иоанна Кронштадтского) включавшее[1]:
  - двуглавую деревянную Троицкую церковь (освящена 12 февраля 1898 года, восстановлена после пожара в 1907, снесена в 1967 году), которую 4 августа 1898 года посетил Николай II,
  - пятиглавый каменный храм Тихвинской иконы Божией матери (арх. Н. Н. Никонов, 1905—1913, закрыт в 1934, взорван в 1982).

### Дома и объекты городской среды
- Дом № 4 — трёхзвёздная гостиница «Орбита», образец архитектуры эпохи застоя (1974—1979, арх. Евгений Менделевич Раппопорт)[2]. Вход осуществляется со двора.
- Дом № 12 — школа № 514 (с 1963 года) с углублённым изучением предметов художественно-эстетического цикла (первоначально — мужская школа № 121), построенная в 1938 году по проекту А. С. Никольского.
- Дом № 13 — построен в 1957 году трестом Спецгидроэнергомонтаж. Хотя оно не является аварийным и прошло капитальный ремонт, здание попало в программу реновации жилого фонда и подлежит сносу, жильцы через суд пытаются добиться его сохранения[3][4].
- Дома № 15, 17, 19 и др. построены военнопленными как комплекс общежитий в 1945—1949 годах.
- Дом № 74 — Номенклатурный дом, построенный по индивидуальному проекту[5].

## Транспорт
По проспекту проходят маршруты:
- Автобусов — № 40, 61, 80, 123, 138, 178, 222, 250, 271, 275.
- Троллейбусов — № 6, 21.

## См. также

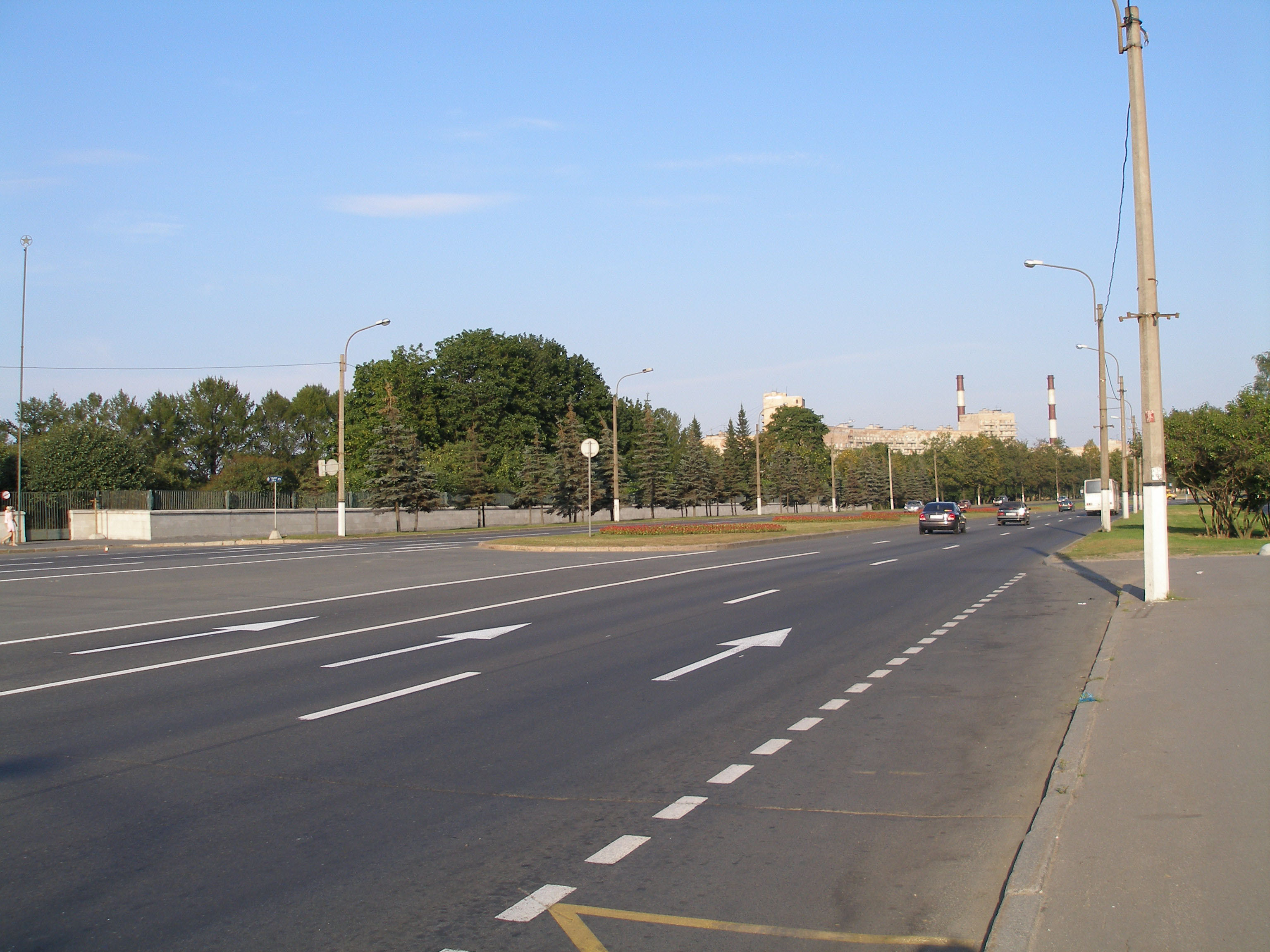
Вид от Пискарёвского кладбища в сторону Пискарёвского проспекта